# 明倫駅
明倫駅（ミョンニュンえき）は、大韓民国釜山広域市東萊区にある釜山交通公社1号線の駅である。駅番号は126。

## 駅構造
相対式ホーム2面2線の高架駅。フルスクリーン型のホームドアが設置されている。出口は5箇所に設けられている。

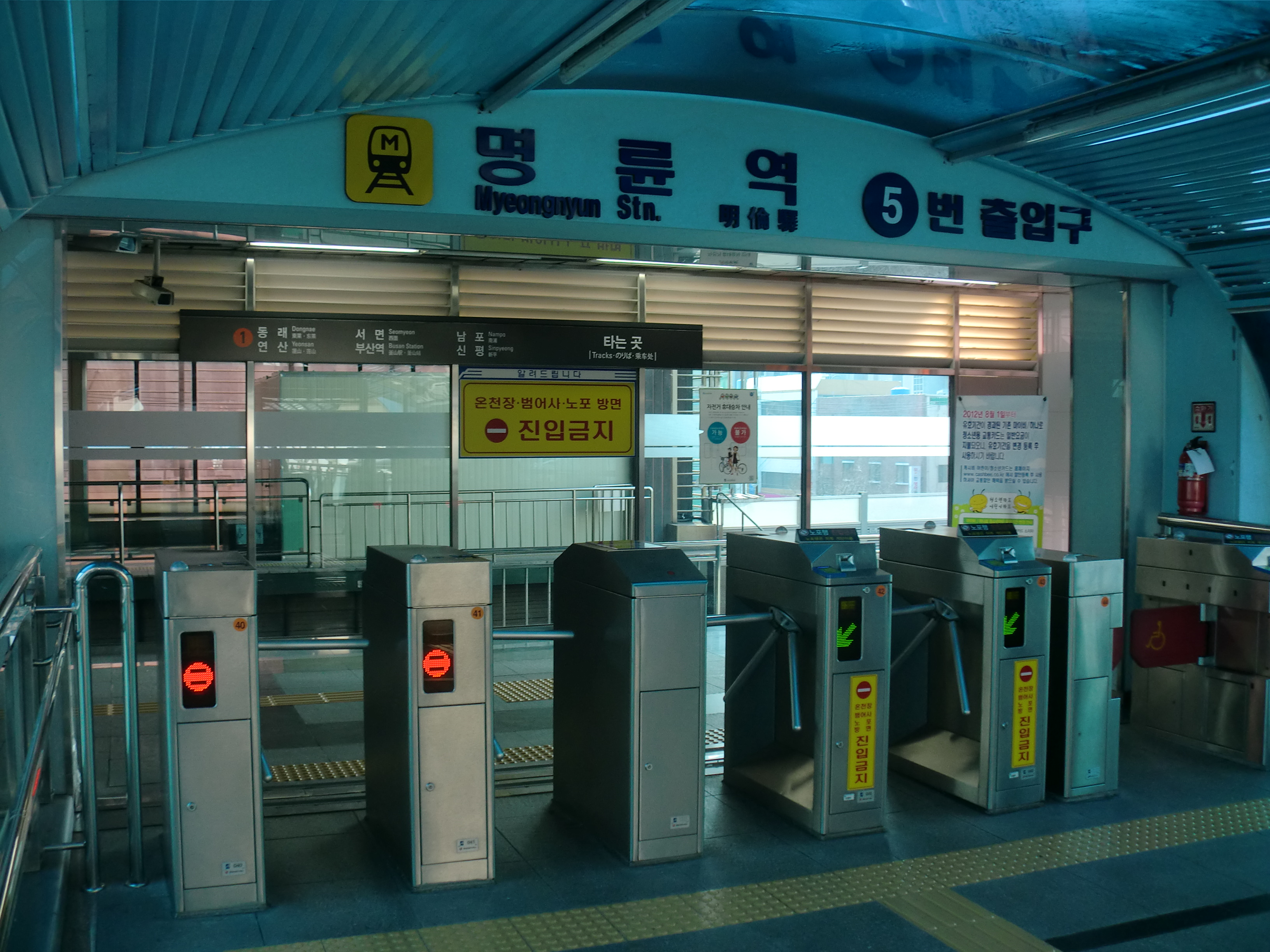
5番出入口（2014年5月）
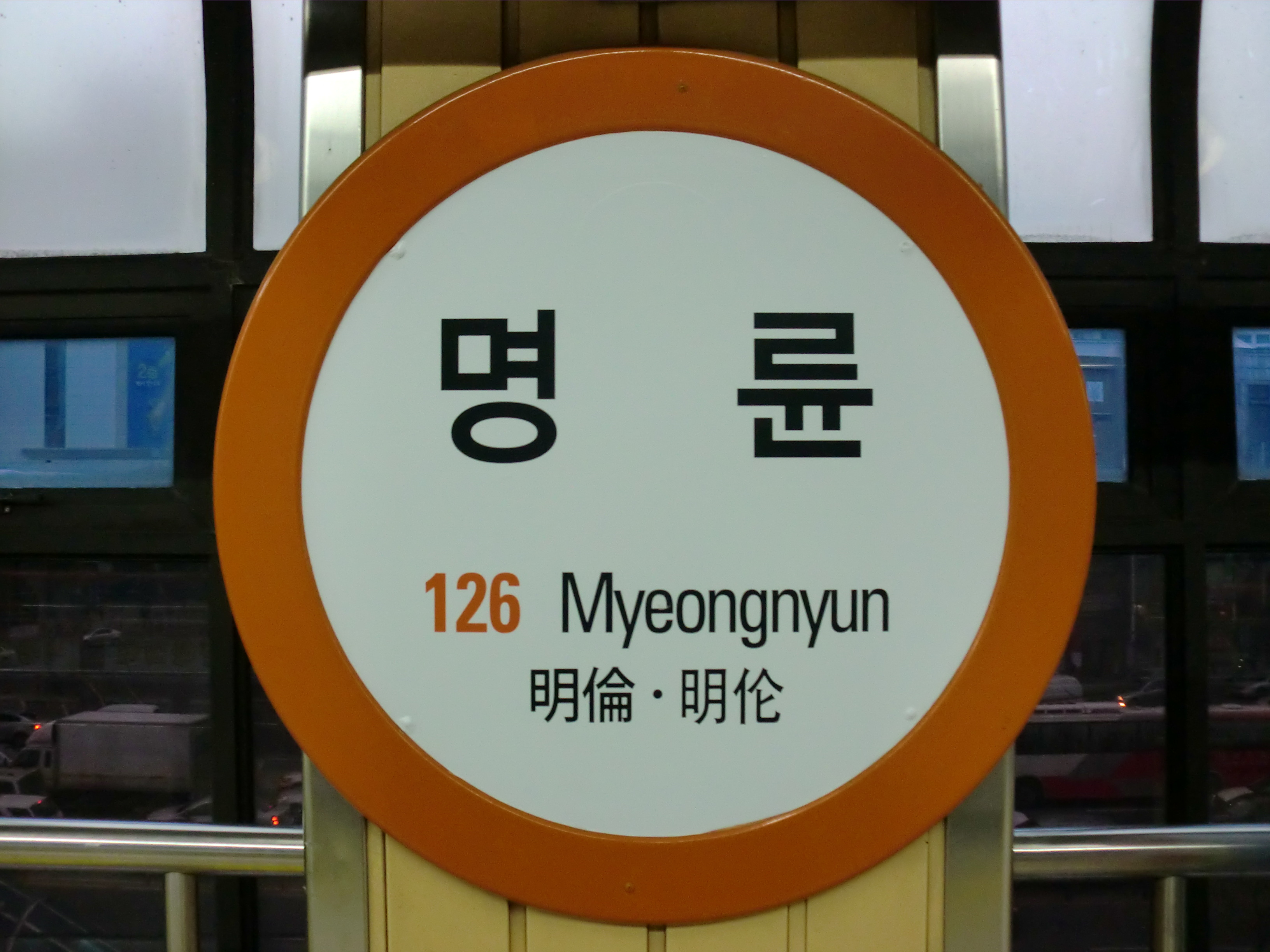
駅名標

### のりば
| 上り | 1号線 | 多大浦海水浴場方面 |
| 下り | 1号線 | 老圃方面           |

## 歴史
- 1985年7月19日 - 明倫洞駅（명륜동역）として開業。
- 2010年2月24日 - 明倫駅に改称。

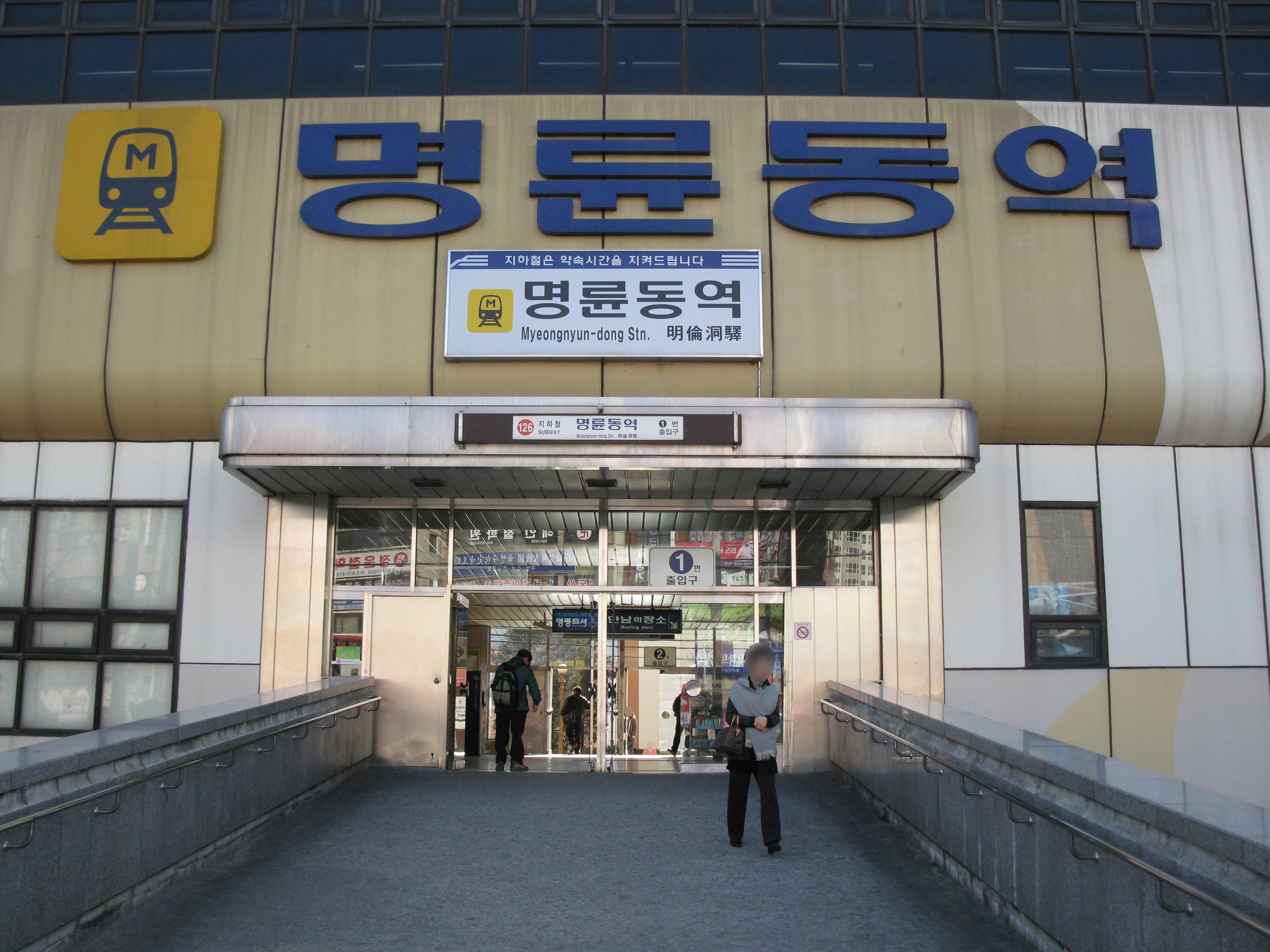
改称前の1番出入口（2009年2月）
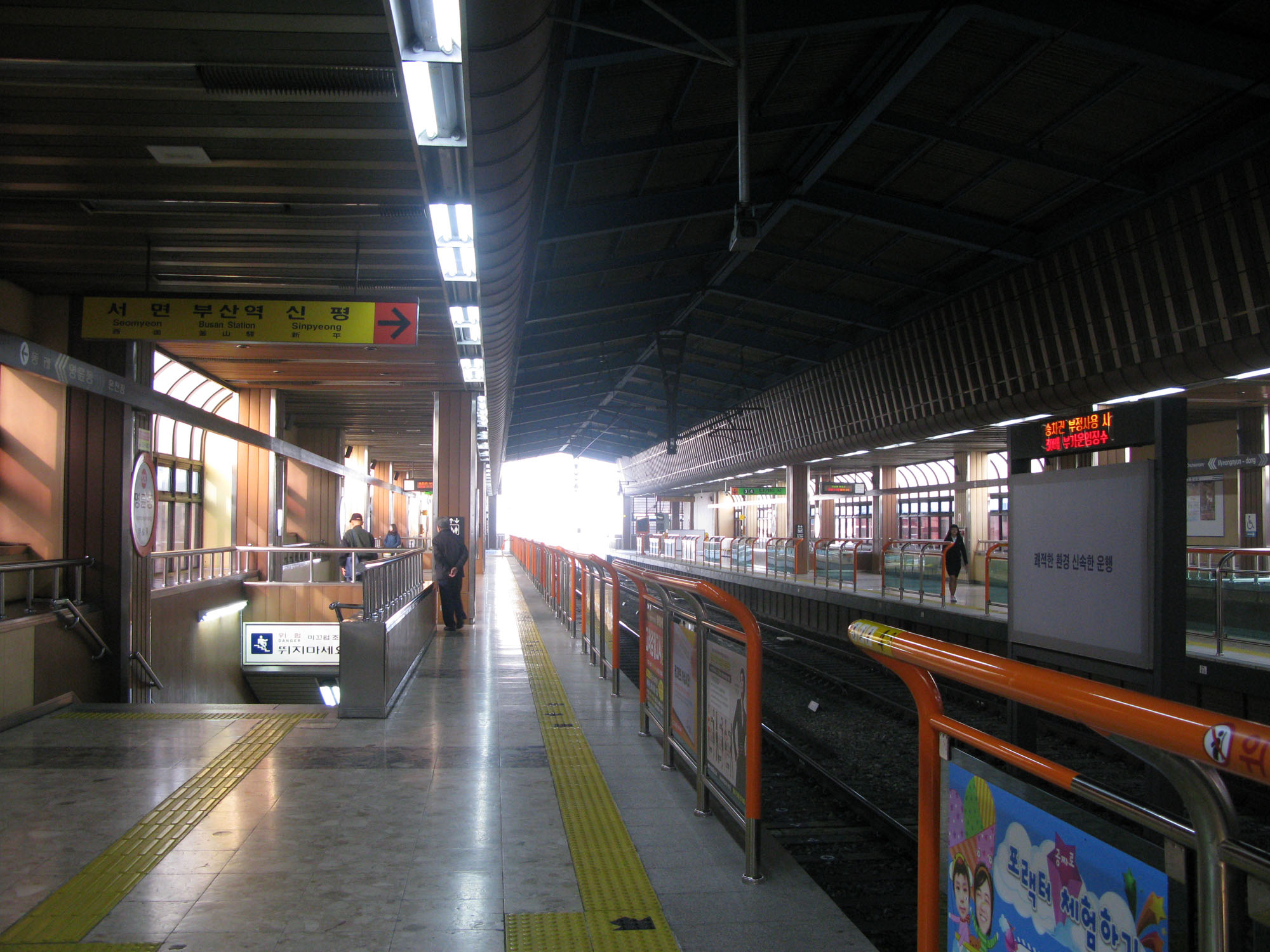
改称前のホーム（2009年2月）

## 駅周辺

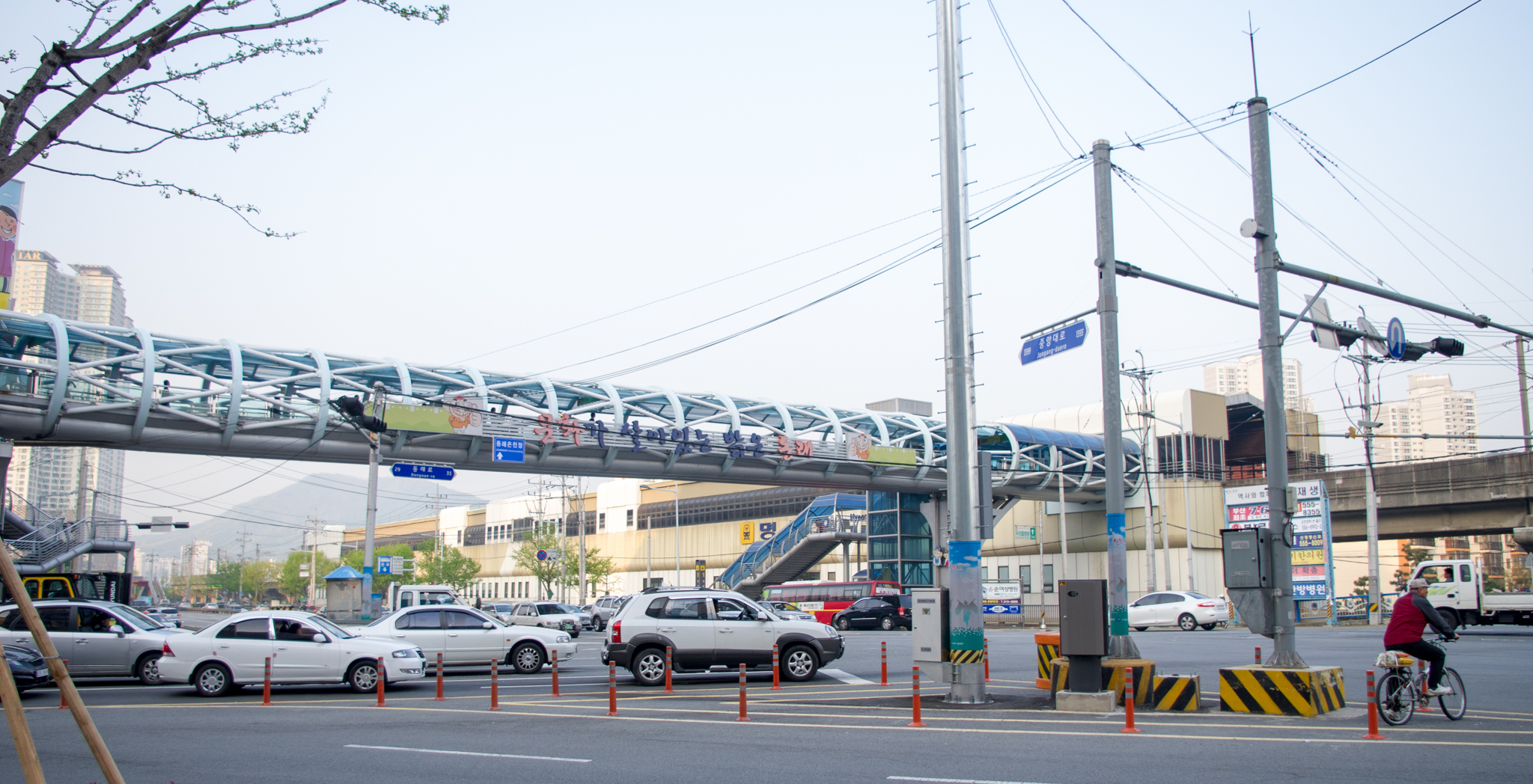
駅とロッテ百貨店を結ぶ歩道橋

- ロッテ百貨店東萊店 - 歩道橋によって直結している。
- ロッテマート東萊店
- ロッテシネマ東萊
- 国道7号線
- 東萊区保健所
- 東萊園芸高等学校
- 東萊中学校
- 明倫初等学校
- 明倫洞住民センター
- 温泉初等学校
- 釜山電子工業高等学校
- 釜山銀行美南支店
- 釜山銀行明倫洞支店
- 有楽女子中学校
- NH農協銀行明倫駅支店

## 隣の駅
釜山交通公社
 1号線
東萊駅 (125) - 明倫駅 (126) - 温泉場駅 (127)